# Гутей, Мария Степановна
Мария Степановна Гутей — советский хозяйственный, государственный и политический деятель, Герой Социалистического Труда.

## Биография
Родилась в 1929 году в Польше в украинской крестьянской семье. Член ВКП(б) с 1959 года.
С 1947 года — на хозяйственной, общественной и политической работе. В 1947—1984 гг. — колхозница, звеньевая колхоза «Сталинский шлях» Струсовского/Микулинецкого/Теребовлянского района Тернопольской области Украинской ССР.
Указом Президиума Верховного Совета СССР от 26 февраля 1958 года присвоено звание Героя Социалистического Труда с вручением ордена Ленина и золотой медали «Серп и Молот».
Избиралась депутатом Совета Союза Верховного Совета СССР 5-го созыва от Тернопольского избирательного округа № 533 Тернопольской области Украинской ССР.